# オッティリア (小惑星)
オッティリア (401 Ottilia) は、小惑星帯に位置する大きな小惑星で、キュベレー族の1つである。
マックス・ヴォルフがハイデルベルクで発見し、ドイツ民話の登場人物にちなんで命名された。